# Canavieiras
Ne doit pas être confondu avec Canasvieiras.
Canavieiras est une municipalité brésilienne de l'État de Bahia et la Microrégion d'Ilhéus-Itabuna. Comme une large partie du littoral du Nordeste, la ville est touchée par une marée noire fin 2019.